# Charles Coulston Gillispie
Charles Coulston Gillispie (Harrisburg, 6 de agosto de 1918 — Princeton, 6 de outubro de 2015) foi um historiador da ciência estadunidense.

## Prémios e honrarias
- Medalha Dartmouth (1981)
- Prémio Pfizer (1981)[2]
- Medalha George Sarton (1984)[3]
- Prémio Balzan (1997)
- Bolsa Guggenheim

## Obras
- Pierre Simon de Laplace 1749–1827 – a life in exact science, Princeton University Press 1997
- The Montgolfier Brothers and the Invention of Aviation 1783–1784, with a word on the importance of ballooning for the science of heat and the art of building railroads, Princeton University Press 1983 (französische Ausgabe 1989)
- Science and Polity in France at the end of the old regime, Princeton University Press 1980 (Prémio Pfizer 1981)
- Science and polity in France: the revolutionary and Napoleonic years, Princeton University Press 2004
- Lazare Carnot Savant – a monograph treating Carnot’s scientific work, with facsimile reproduction of his unpublished writings on mechanics and on the calculus, Princeton University Press 1971 (mit einem Essay von Adolf Juschkewitsch)
- Genesis and Geology – a study of the relation of scientific thought, natural theology and social opinion in Great Britain 1790–1850, Harvard University Press 1951, Harper 1959, 2. Auflage Harvard UP, 1969
- Edge of objectivity – an essay on the history of scientific ideas, Princeton University Press 1960, 1990
- Essays and reviews in history and history of science 2007